# Villa Alma

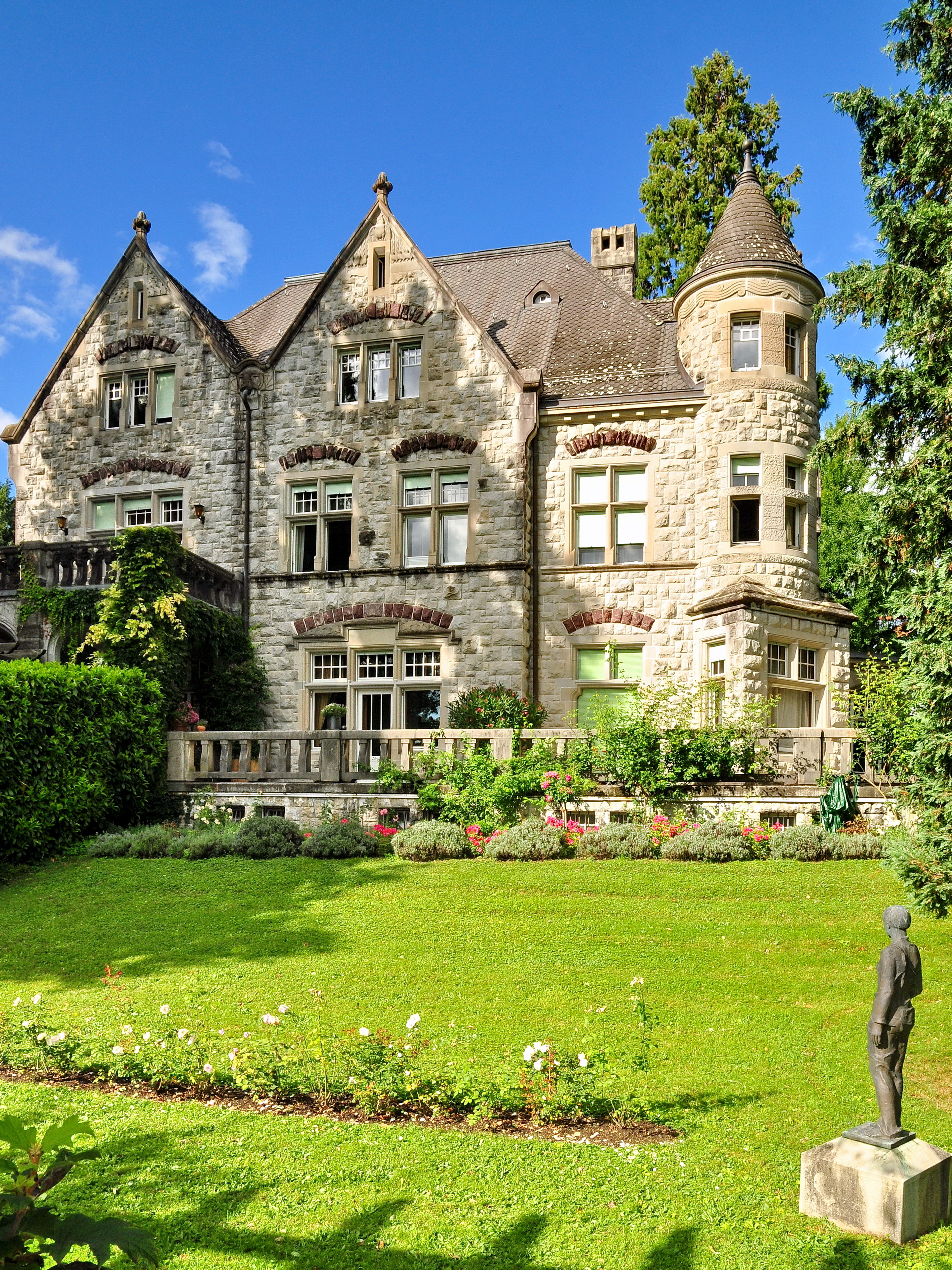
Villa Alma, Ansicht vom See aus

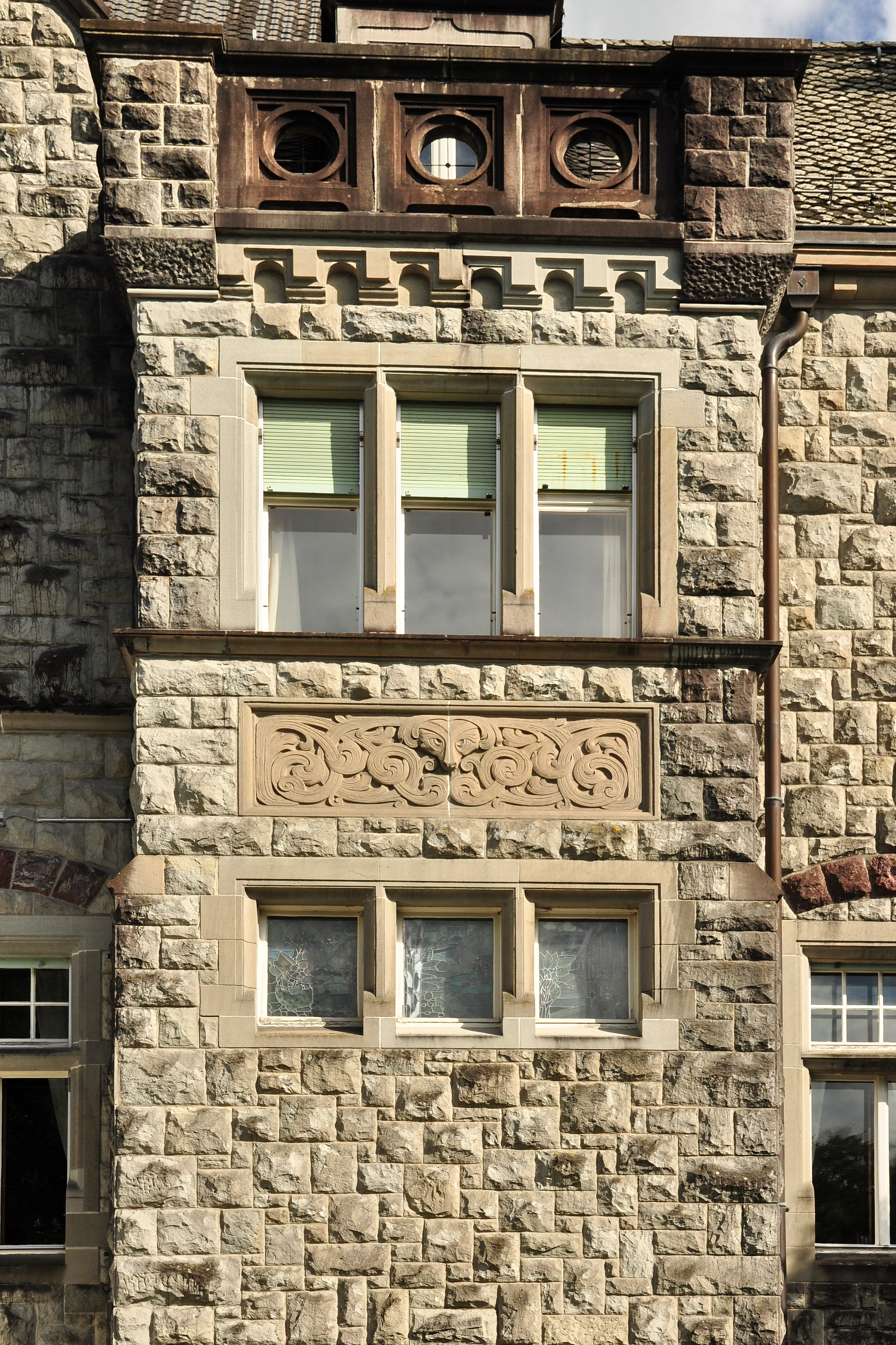
Reich gegliederte Auslucht

Die Villa Alma ist eine neugotische Villa im Schweizer Ort Männedorf. Sie steht an der Seestrasse 80 und wurde 1905/06 von den Architekten Richard Kuder und Joseph Müller errichtet. Die Villa steht mit dem Park und den Nebengebäuden unter Denkmalschutz.

## Geschichte
Ab 1775 führte die Familie Staub eine Musseline-, Baumwoll- und Seidenweberei in Männedorf, ab 1866 zusätzlich eine grosse Gerberei. Emil Staub war 23, als er die Firma von seinem Vater erbte und sie dann zum bedeutendsten Lederwerk der Schweiz ausbaute. Er liess die Villa in den Jahren 1905/06 nach Plänen der Architekten Richard Kuder und Joseph Müller auf Konzessionsland neben den Fabriken der Familie erbauen. Schon 1903/1904 hatte Emil Staub Pläne, wie die Villa später aussehen sollte. Die Architekten setzten diese Ideen dann um.
Emil Staub benannte die Villa nach seiner Frau Alma Terlinden. Nach seinem Tod im Jahr 1929 lebte seine Witwe weiterhin dort, bis sie 1970 verstarb. Die Erben verkauften das Gebäude 1971 für 2 Mio. CHF an die Gemeinde Männedorf. Seither wird es als Altersheim genutzt.

## Die Villa
Die reich gegliederte zweigeschossige Villa wurde im neugotisch-englischen Stil errichtet. Innen wurden Elemente des Jugendstils verwendet. Sie steht mit dem 9000 m² grossen Park und den Nebengebäuden (Badehaus, Bootshaus, Garage) als Kulturgut der Kategorie A (Objekt von nationaler Bedeutung) unter Denkmalschutz.